# Semeliškės
Semeliškės är en ort i Litauen. Den ligger i den sydöstra delen av landet, 40 km väster om huvudstaden Vilnius. Semeliškės ligger 115 meter över havet och antalet invånare är 660.
Terrängen runt Semeliškės är huvudsakligen platt. Semeliškės ligger nere i en dal. Runt Semeliškės är det ganska glesbefolkat, med 36 invånare per kvadratkilometer. Närmaste större samhälle är Elektrėnai, 13,2 km norr om Semeliškės. Omgivningarna runt Semeliškės är en mosaik av jordbruksmark och naturlig växtlighet.